# Lycosa affinis
Lycosa affinis este o specie de păianjeni din genul Lycosa, familia Lycosidae, descrisă de Lucas, 1846.
Este endemică în Algeria. Conform Catalogue of Life specia Lycosa affinis nu are subspecii cunoscute.